# Generalkommando Feldt
Das Generalkommando Feldt, auch Korps Feldt, war ein Großverband des Heeres der deutschen Wehrmacht im Zweiten Weltkrieg. Der Namensgeber für das Korps war der das Korps kommandierende General der Kavallerie Kurt Feldt.
Die Aufstellung war am 4. September 1944 mit Walküreaufruf aus dem stellvertretenden Generalkommando des Wehrkreises VI in Münster erfolgt. Das Korps kämpfte im Bereich des Niederrheins, u. a. bei Kämpfen um die Groesbeek-Höhen, und waren in der Operation Market Garden involviert. Im Oktober/November 1944 wurde der Ausbau der Maas-Rur-Stellung durch das Generalkommando Feldt überwacht. Bis Dezember 1944 wurde das Generalkommando nicht in der Schematischen Kriegsgliederung genannt.
Ende 1944 gab Feldt sein Kommando ab und das Generalkommando wurde zur Verfügung der 1. Fallschirm-Armee bei der Heeresgruppe H unterstellt.